# Sommer-Paralympics 2016/Teilnehmer (Indien)
| stlisierte Goldmedaille | stlisierte Silbermedaille | stlisierte Bronzemedaille |
| ----------------------- | ------------------------- | ------------------------- |
| 2                       | 1                         | 1                         |

19 Athleten aus Indien nahmen an den Paralympischen Sommerspielen 2016 teil, die vom 7. bis 18. September in Rio de Janeiro ausgetragen wurden. Fahnenträger bei der Eröffnungsfeier war der Leichtathlet Devendra Jhajharia. Bei der Abschlussfeier trug der Paralympics-Sieger Mariyappan Thangavelu die indische Flagge.

## Medaillen

### Medaillengewinner
Gold
| Name                  | Sportart       | Wettkampf      |
| --------------------- | -------------- | -------------- |
| Mariyappan Thangavelu | Leichtathletik | Hochsprung T42 |
| Devendra Jhajharia    | Leichtathletik | Speerwurf F46  |

 Silber
| Name        | Sportart       | Wettkampf       |
| ----------- | -------------- | --------------- |
| Deepa Malik | Leichtathletik | Kugelstoßen F53 |

 Bronze
| Name              | Sportart       | Wettkampf      |
| ----------------- | -------------- | -------------- |
| Varun Singh Bhati | Leichtathletik | Hochsprung T42 |

## Teilnehmer nach Sportarten

### Bogenschießen
| Athleten     | Wettbewerb (Klasse) | Qualifikation | Qualifikation | 1. Runde         | 1. Runde    | Achtelfinale  | Achtelfinale  | Viertelfinale | Viertelfinale | Halbfinale    | Halbfinale    | Finale        | Finale        | Rang |
| Athleten     | Wettbewerb (Klasse) | Ringe         | Rang          | Gegner           | Ergebnis    | Gegner        | Ergebnis      | Gegner        | Ergebnis      | Gegner        | Ergebnis      | Gegner        | Ergebnis      | Rang |
| ------------ | ------------------- | ------------- | ------------- | ---------------- | ----------- | ------------- | ------------- | ------------- | ------------- | ------------- | ------------- | ------------- | ------------- | ---- |
| Frauen       |                     |               |               |                  |             |               |               |               |               |               |               |               |               |      |
| Pooja Khanna | Recurve (offen)     | 513           | 29            | Milena Olszewska | 2:6 (90:95) | ausgeschieden | ausgeschieden | ausgeschieden | ausgeschieden | ausgeschieden | ausgeschieden | ausgeschieden | ausgeschieden | 17   |

### Leichtathletik
| Athleten              | Wettbewerb         | Vorlauf/Vorkampf | Vorlauf/Vorkampf | Halbfinale    | Halbfinale    | Finale        | Finale        | Rang          |
| Athleten              | Wettbewerb         | Zeit/Weite       | Rang             | Zeit/Weite    | Rang          | Zeit/Weite    | Rang          | Rang          |
| --------------------- | ------------------ | ---------------- | ---------------- | ------------- | ------------- | ------------- | ------------- | ------------- |
| Frauen                |                    |                  |                  |               |               |               |               |               |
| Deepa Malik           | Kugelstoßen F53    | –                | –                | –             | –             | 4,61 m        | 2             | Silber        |
| Karamjyoti Dalal      | Diskuswurf F54-55  | –                | –                | –             | –             | NMW           | NMW           | NMW           |
| Männer                |                    |                  |                  |               |               |               |               |               |
| Ankur Dhama           | 1500 m T11         | 4:37,60 min      | 2                | ausgeschieden | ausgeschieden | ausgeschieden | ausgeschieden | ausgeschieden |
| Mariyappan Thangavelu | Hochsprung T42     | –                | –                | –             | –             | 1,89 m        | 1             | Gold          |
| Varun Singh Bhati     | Hochsprung T42     | –                | –                | –             | –             | 1,86 m        | 3             | Bronze        |
| Sharad Kumar          | Hochsprung T42     | –                | –                | –             | –             | 1,77 m        | 6             | 6             |
| Ram Pal Chahar        | Hochsprung T45-47  | –                | –                | –             | –             | 1,93 m        | 6             | 6             |
| Devendra Jhajharia    | Speerwurf F46      | –                | –                | –             | –             | 63,97 m       | 1             | Gold          |
| Sundar Singh Gurjar   | Speerwurf F46      | –                | –                | –             | –             | DNS           | DNS           | DNS           |
| Rinku Hooda           | Speerwurf F46      | –                | –                | –             | –             | 54,39 m       | 5             | 5             |
| Ranbir Narender       | Speerwurf F42-44   | –                | –                | –             | –             | 53,79 m       | 6             | 6             |
| Sandeep Chaudhary     | Speerwurf F42-44   | –                | –                | –             | –             | 54,30 m       | 4             | 4             |
| Virender Dhankar      | Speerwurf F56-57   | –                | –                | –             | –             | 35,73 m       | 9             | 9             |
| Virender Dhankar      | Kugelstoßen F56-57 | –                | –                | –             | –             | 11,62 m       | 8             | 8             |
| Amit Kumar Saroha     | Diskuswurf F51-52  | –                | –                | –             | –             | 9,01 m        | 7             | 7             |
| Amit Kumar Saroha     | Keulenwurf F51     | –                | –                | –             | –             | 26,39 m       | 4             | 4             |
| Dharambir             | Keulenwurf F51     | –                | –                | –             | –             | 21,39 m       | 9             | 9             |

### Powerlifting (Bankdrücken)

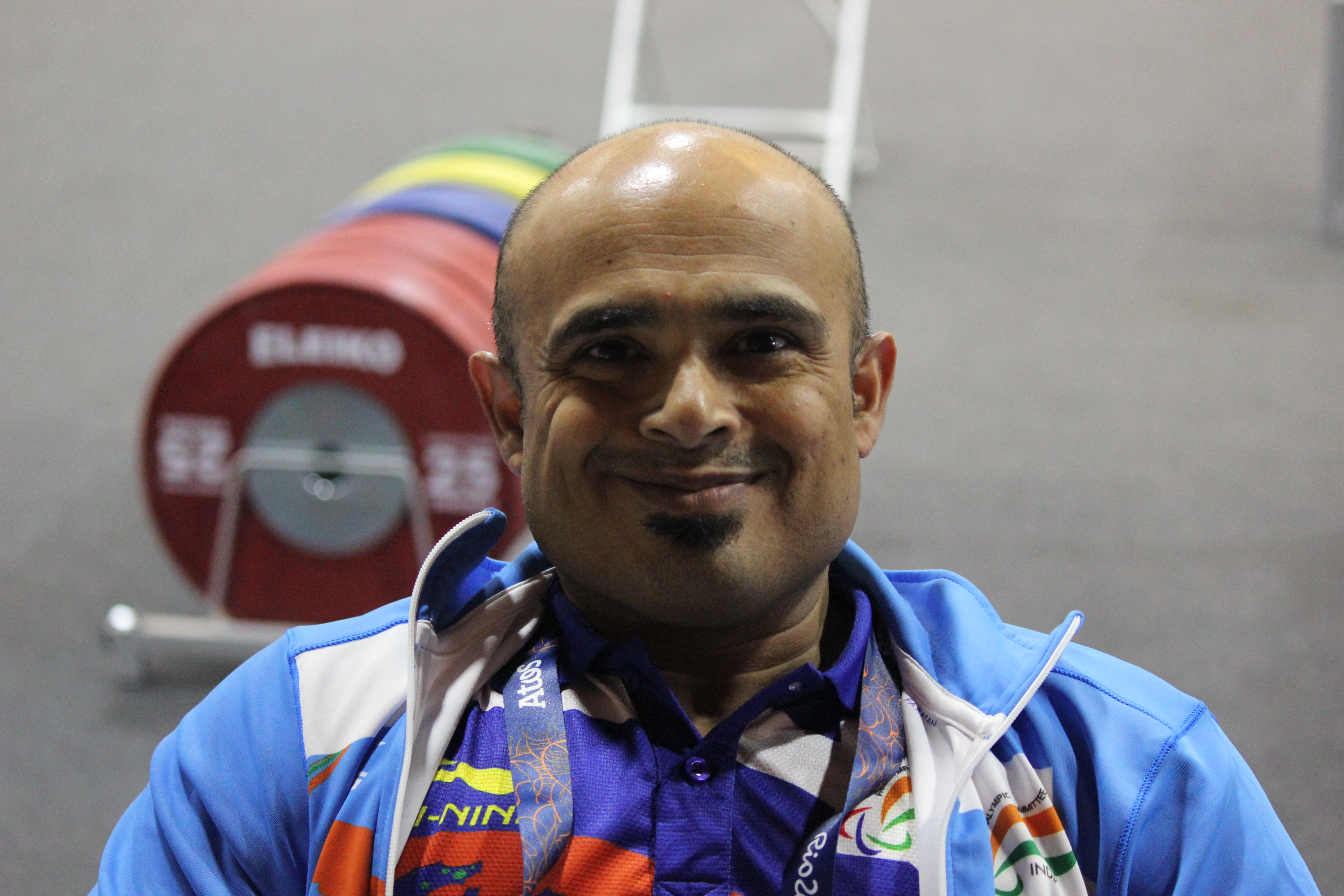
Farman Basha

| Athleten     | Wettbewerb       | Ergebnis | Rang |
| ------------ | ---------------- | -------- | ---- |
| Männer       |                  |          |      |
| Farman Basha | Klasse bis 49 kg | 140 kg   | 4    |

### Schießen
| Athleten      | Wettbewerb                                 | Qualifikation   | Qualifikation | Halbfinale      | Halbfinale    | Finale          | Finale        | Rang |
| Athleten      | Wettbewerb                                 | Ringe/ Scheiben | Rang          | Ringe/ Scheiben | Rang          | Ringe/ Scheiben | Rang          | Rang |
| ------------- | ------------------------------------------ | --------------- | ------------- | --------------- | ------------- | --------------- | ------------- | ---- |
| Männer        |                                            |                 |               |                 |               |                 |               |      |
| Naresh Sharma | Luftgewehr 10 Meter (SH1)                  | 583,0           | 21            | ausgeschieden   | ausgeschieden | ausgeschieden   | ausgeschieden | 21   |
| Naresh Sharma | 50 m Kleinkaliber Dreistellungskampf (SH1) | 1094,0          | 22            | ausgeschieden   | ausgeschieden | ausgeschieden   | ausgeschieden | 22   |
| Mixed         |                                            |                 |               |                 |               |                 |               |      |
| Naresh Sharma | Luftgewehr liegend 10 Meter (SH1)          | 606,5           | 44            | ausgeschieden   | ausgeschieden | ausgeschieden   | ausgeschieden | 44   |
| Naresh Sharma | Freies Gewehr liegend 50 Meter (SH1)       | 591,0           | 40            | ausgeschieden   | ausgeschieden | ausgeschieden   | ausgeschieden | 40   |

### Schwimmen
| Athleten       | Wettbewerb            | Vorlauf     | Vorlauf | Finale        | Finale        | Rang |
| Athleten       | Wettbewerb            | Zeit        | Rang    | Zeit          | Rang          | Rang |
| -------------- | --------------------- | ----------- | ------- | ------------- | ------------- | ---- |
| Männer         |                       |             |         |               |               |      |
| Suyash Narayan | 50 m Freistil S7      | 31,58 s     | 9       | ausgeschieden | ausgeschieden | 9    |
| Suyash Narayan | 50 m Schmetterling S7 | 33,63 s     | 9       | ausgeschieden | ausgeschieden | 9    |
| Suyash Narayan | 200 m Lagen SM7       | 3:01,05 min | 10      | ausgeschieden | ausgeschieden | 10   |